# Melalampi
Melalampi är en sjö i Finland. Den ligger i kommunen Sodankylä i landskapet Lappland, i den norra delen av landet, 800 km norr om huvudstaden Helsingfors. Melalampi ligger 184,6 meter över havet. Arean är 42,5 hektar och strandlinjen är 2,99 kilometer lång. Sjön  ingår i Kemi älvs huvudavrinningsområde. 